# Мысиков, Александр Александрович
Александр Александрович Мысиков (13 августа 1988, Москва) — российский футболист, полузащитник.

## Биография
Занимался футболом с 1996 года, воспитанник СДЮШОР «Буревестник» (Москва). На профессиональном уровне дебютировал в 2006 году в составе клуба «Фортуна» (Мытищи) во втором дивизионе России, сыграв за сезон 17 матчей.
В 2007 году перешёл в латвийский «Вентспилс», в его составе провёл три сезона в высшей лиге Латвии. Становился чемпионом (2007, 2008) и серебряным призёром (2009) чемпионата страны, обладатель (2007) и финалист (2008) Кубка Латвии. Сыграл 2 матча в Лиге чемпионов. Вице-чемпион Балтийской лиги 2007 года, в полуфинале против «Каунаса» забил решающий гол.
В 2010 году выступал за киргизский клуб «Дордой», в его составе стал серебряным призёром чемпионата Кыргызстана и обладателем Кубка страны. Принимал участие в Кубке президента АФК, сыграл 3 матча и стал со своим клубом финалистом турнира.
После возвращения в Россию играл на любительском уровне за «Олимпик» (Мытищи) в первенстве ЛФЛ и за московские команды по футболу 8х8.